# Fedex Field
Fedex Field, av klubben skrivit FedExField, är en arena för amerikansk fotboll i Landover i Maryland i USA. Fedex Field är hemmaarena för Washington Commanders som spelar i National Football League (NFL).
Arenan invigdes 1997 under namnet Jack Kent Cooke Stadium. Två år senare köpte FedEx rättigheterna till namnet och arenan fick då sitt nuvarande namn. 
Arenan har en publikkapacitet på 85 000.